# Twentynine Palms
Twentynine Palms o 29 Palms, fundada en 1987, es una ciudad ubicada en el condado de San Bernardino en el estado estadounidense de California. En el año 2000 tenía una población de 14.764 habitantes y una densidad poblacional de 104 personas por km². La ciudad se encuentra en el Desierto de Mojave.

## Geografía
Twentynine Palms se encuentra ubicada en las coordenadas 34°2′N 117°15′O / 34.033, -117.250. Según la Oficina del Censo, la ciudad tiene un área total de 142 km² (54,8 mi²), de la cual 142 km² (54,8 mi²) es tierra y 1,1 km² (0,4 mi²) (0%) es agua.

### Localidades adyacentes
El siguiente diagrama muestra a las localidades en un radio de 48 kilómetros (29,8 mi) de Twentynine Palms.

## Demografía
Según la Oficina del Censo en 2000 los ingresos medios por hogar en la localidad eran de $31,178, y los ingresos medios por familia eran $32,251. Los hombres tenían unos ingresos medios de $25,081 frente a los $25,141 para las mujeres. La renta per cápita para la localidad era de $14,613. Alrededor del 16.8% de la población estaban por debajo del umbral de pobreza.